# Aeroportul Ficksburg Sentraoes
Aeroportul Ficksburg Sentraoes (IATA: FCB, ICAO: FAFB) este un aeroport din Africa de Sud.
aeroportul dispune de o singură pistă.